# Palloptera maculifemur
Palloptera maculifemur är en tvåvingeart som beskrevs av Leander Czerny 1934. Palloptera maculifemur ingår i släktet Palloptera och familjen prickflugor.
Artens utbredningsområde är Tyskland. Inga underarter finns listade i Catalogue of Life.